# عبدالحمید خدری
حجت الاسلام عبدالحمید خدری (به انگلیسی: Abdolhamid Khedri) (متولد یک خردادماه ۱۳۵۷) روحانی و نماینده سابق مردم حوزه انتخابیه بوشهر، گناوه و دیلم، در دهمین دوره مجلس شورای اسلامی است.

## نماینده بوشهر، گناوه و دیلم در مجلس دهم
در دهمین دوره انتخابات مجلس شورای اسلامی، عبدالحمید خدری، در لیست ائتلاف فراگیر اصلاح طلبان: گام دوم قرار داشت و توانست با کسب ۴۱٬۹۲۲ رای از مجموع ۱۴۱٬۰۶۱ رای ماخوذه صحیح راهی مجلس دهم شود.

## سوابق
- ستاد حوزه و دانشگاه‌های بوشهر گناوه دیلم
- قاضی ناظر زندان و رئیس اجرای احکام کیفری گچساران
- رئیس دفتر سجل قضایی و کمیسیون عفو و بخشودگی
- معاونت فرهنگی ورزشی مجمع دانشگاهیان
- مسئول واحد مطالعات و تحقیقات بنیاد ازدواج قائم
- مسئول واحد پژوهشی مؤسسه فرهیختگان[۳]
- دادرس دادگاه انقلاب بوشهر
- تدريس در دانشگاه هاي بوشهر، گچساران ، گناوه و ديلم